# Móczár Miklós
Móczár Miklós (Kiskunfélegyháza, 1884. december 3. – Budapest, 1971. január 16.) tanítóképző-intézeti igazgató, tanügyi főtanácsos, a Természettudományi Múzeum Állattára volt munkatársa, a Magyar Rovartani Társaság alapító tagja és éveken át választmányi tagja, a Fridvalszky Imre emlékérem ezüst fokozatának tulajdonosa.
Magyar biológus, pedagógus.

## Életpályája
1903-ban Kiskunfélegyházán tanítói oklevelet szerzett. 1906-ban polgári iskolai tanítói képesítést szerzett. Ezután Budapesten tanítóképző intézeti tanári oklevelet szerzett. 1909–1919 között Kassán, majd Kiskunfélegyházán (1919–) tanítóképző intézeti tanár. 1912-től folyamatosan jelentek meg állattani, növénytani, mezőgazdasági tankönyvei, értekezései, cikkei. 1930–1942 között a Jászberényi Tanítóképző Intézet igazgatója volt. 1937-ben tanügyi főtanácsosi címet kapott. 1951-től a Természettudományi Múzeum Állattárában mint nyugdíjas tudományos kutató a múzeum gyűjteményének feldolgozásában vett részt. 
Alapító tagja volt a Magyar Rovartani Társaságnak és az Entomológiai Társaságnak.

## Családja
Szülei: Móczár István (1839–1895) és László Mária (1846–1929) voltak. Tizen voltak testvérek: Móczár István (1865–1924), Móczár Lajos (1866–1941), Móczár Imre (1870–1907) tanító, Móczár Ferenc (1872–1943), Móczár Sándor (1874–1943), Móczár Franciska (1880–1966), Móczár Antal (1886–1955), Móczár János (1888–1965) és Móczár Kálmán (1890–1948). Felesége, 1911-től Kövér Irén (1890–1978) volt. Két gyermekük született; az egyik Móczár László (1914–2015) biológus, entomológus volt.
Sírja a Farkasréti temetőben található (Hv18-2-81).

## Válogatott művei
- A rovarok száraz úton való kikészítése gyűjtemények számára (Budapest, 1909)
- Vezérkönyv a természetrajz, gazdaságtan és háztartástan tanításához (Budapest, 1926)
- Méhfélék (Budapest, 1957)
- Művészméhek (Budapest, 1958)
- Ős- és földiméhek (Budapest, 1960)
- Karcsúméhek (Budapest, 1967)

## Díjai
- Frivaldszky Imre-emlékérem ezüst fokozata (1962)[11]

## Emlékezete
2004-ben Krasznai János elkészítette domborműves emléktábláját, amely a Jászberényi Tanítóképző Főiskola folyósóján található.